# 더글러스 하트리

더글러스 하트리(Douglas Rayner Hartree FRS, 1897년 3월 27일 – 1958년 2월 12일)는 수치해석의 발전과 원자 물리학의 하트리-폭 방법에 대한 적용으로 유명한 영국의 수학자이자 물리학자이다.
하트리는 영국 케임브리지 에서 태어났다. 그의 아버지 윌리엄 은 케임브리지 대학의 공학 강사였으며 그의 어머니 에바 레이너는 영국 여성 협의회 회장이자 최초의 여성 케임브리지 시장이었다. 그의 증조부 중 한 사람은 새뮤얼 스마일스였다. 또 다른 사람은 해양 엔지니어 윌리엄 하트리였다. 더글러스 하트리는 유아기에서 살아남은 세 아들 중 장남이었다. 형제 자매는 그가 아직 어렸을 때 사망했지만 그의 두 형제도 나중에 사망했다. 하트리의 7세 형 John Edwin은 하트리가 17세일 때 사망했고 하트리의 22세 형제 Colin William은 하트리가 23세였을 때 1920년 2월 뇌수막염으로 사망했다.
하트리는 케임브리지의 St John's College 에 다녔지만 제 1차 세계 대전으로 학업이 중단되었다. 그(그리고 그의 아버지와 형제)는 AV Hill 에서 대공 탄도학을 연구하는 그룹에 합류하여 실질적인 계산과 미분 방정식의 수치적 방법에 대한 지속적인 관심과 상당한 기술을 얻었으며 대부분의 작업을 연필과 종이로 수행했다. . Hill에 따르면 하트리의 사망 기사에 따르면 '어느 날 조용히 그는 전선, 기둥 및 강철 테이프를 사용하여 롱베이스 높이 측정기를 즉석에서 만들었다. 이것은 하트리 높이 측정기로 알려지게 되었고 더 나은 광학 높이 측정기가 도입될 때까지 영국 대공군에 의해 광범위하게 사용되었다. 그것의 장점은 관찰된 양으로부터 '단순한 산술을 사용하여 매우 빠르게' 높이를 계산할 수 있다는 것이다. 또한 제조 비용이 저렴하고 사용이 간편했다.
1921년 닐스 보어의 Cambridge 방문은 하트리가 자신의 수치 기술을 보어의 원자 이론에 적용하도록 영감을 주어 1926년에 박사 학위를 취득했다. 같은 해에 슈뢰딩거 방정식 이 발표되면서 하트리는 미분방정식 과 수치해석에 대한 자신의 지식을 새로운 양자 이론에 적용할 수 있었다. 그는 원자의 전자 분포에 대한 하트리 방정식 을 유도하고 솔루션에 대한 일관된 필드 방법을 제안했다. 이 이론의 파동함수는 Slater 가 결정함수가 필요하다는 파울리 배타 원리를 만족시키지 못했다. 포크는 현재 하트리-폭 방법으로 알려진 "교환 방정식"을 발표했다. 이는 하트리가 교환 기여 계산을 위해 제안한 효율적인 방법을 사용하더라도 계산적으로 훨씬 더 까다롭다. 오늘날 하트리-폭 방법은 계산화학 분야에서 매우 중요하며 분자 및 응축상 시스템의 전자 구조 계산에 사용되는 대부분의 밀도 함수 이론 프로그램 내에서 수치적으로 적용 및 해결된다.
1929년 하트리는 맨체스터 대학의 응용 수학의 Beyer 의장 으로 임명되었다. 1933년 그는 매사추세츠 공과 대학의 버니바 부시를 방문하여 그의 차동 분석기 에 대해 직접 배웠다. 맨체스터로 돌아온 직후 그는 메카노 에서 자신의 분석기를 만들기 시작했다. 기계를 사용하여 수치적 방법을 더 활용할 수 있는 가능성을 보고 그는 Robert McDougall 경을 설득하여 Metropolitan-Vickers 와 공동으로 제작한 보다 강력한 기계에 자금을 지원했다.
철도에 대한 하트리의 열정을 반영하는 기계의 첫 번째 적용은 런던, 미들랜드 및 스코틀랜드 철도 의 시간표를 계산하는 것이었다. 그는 나머지 10년을 유체 역학의 제어 이론 및 층류 경계층 이론을 포함하여 물리학에서 발생하는 미분 방정식의 해를 찾기 위해 미분 분석기를 적용하여 각 분야에 상당한 기여를 했다.

하트리의 제안에 따라 Bertha Swirles는 1935년 Dirac 방정식 을 사용하여 원자 교환 방정식을 유도했다. 하트리의 조언에 따라 RB Lindsay 의 학생인 AO Williams가 1940년에 (교환 없이) 최초의 상대론적 계산을 보고했다.
2차 세계 대전 동안 하트리는 두 개의 컴퓨팅 그룹을 감독했다. 공급부(Ministry of Supply)의 첫 번째 그룹은 Jack Howlett에 의해 미분 방정식의 솔루션을 위한 "잡샵"으로 설명되었다. 제2차 세계 대전이 발발했을 때 맨체스터 대학의 차동 분석기는 미국에서 유일한 풀 사이즈(8개 적분기) 차동 분석기였다. 국가적 전쟁 노력을 지원하기 위해 작업에 사용할 수 있는 기계를 마련했다. 시간이 지나면서 그룹은 4명의 멤버 (Jack Howlett, Nicholas R. Eyres, JGL Michel, Douglas 하트리, Phyllis Lockett Nicolson)로 구성되었다. 문제는 소스에 대한 정보 없이 그룹에 제출되었지만 목표의 자동 추적, 전파 전파, 수중 폭발, 강철의 열 흐름 및 나중에 동위원소 분리를 위한 것으로 밝혀진 확산 방정식이 포함되었다. 두 번째 그룹은 Phyllis Lockett Nicolson, David Copely 및 Oscar Buneman 의 마그네트론 연구 그룹이었다. 이 작업은 레이더 개발을 지원하는 밸브 개발 조정 위원회를 위해 수행되었다. 더 많은 통합자를 사용할 수 있었다면 차동 분석기를 사용할 수 있었으므로 하트리는 기계식 탁상 계산기에서 병렬로 작업하기 위해 그의 그룹을 3개의 "CPU"로 설정했다. 해결 방법으로 그는 현재 고전적인 입자 시뮬레이션을 선택했다. 하트리는 전쟁 중에 수많은 고도로 기술적인 비밀 보고서를 작성했지만 자기의 마그네트론 연구 결과를 저널에 발표한 적이 없다.
1944년 4월 하트리가 포함된 위원회는 NPL( National Physical Laboratory ) 내에 수학 섹션을 설치할 것을 권장했다. 10월에 이 권고안은 자동 전화 장비를 과학 장비에 적용할 수 있는 가능성에 대한 조사와 신속한 컴퓨팅에 적합한 전자 컴퓨팅 장치의 개발이라는 첫 번째 두 가지 목표와 함께 발효되었다. 일부 구성원은 이미 Colossus 컴퓨터에 대해 알고 있었을 것으로 의심된다. John R. Womersley ( Turing's bête noire)는 최초의 감독이었다. 1945년 2월 그는 ENIAC (아직 완료되지 않음) 방문을 포함하여 미국에서 두 달 동안 컴퓨터 설치를 견학했다. 그는 폰 노이만의 유명한 1945년 6월 EDVAC 보고서의 초안을 알게 되었다. 약 2개월 후 하트리는 당시에는 대중에게 알려지지 않은 ENIAC을 보러 갔다.
1946년 2월, Max Newman ( 거상 컴퓨터에 관여했던 사람) 은 맨체스터 대학교 에서 범용 컴퓨터를 구축하는 작업을 시작하기 위한 기금에 대한 신청서를 왕립 학회에 제출했다. 왕립 학회는 NPL의 이사인 하트리와 CG Darwin 에게 조언을 요청했다. 하트리는 보조금을 추천했지만 Darwin은 NPL에서 Turing의 ACE 가 국가의 요구를 충족하기에 충분할 것이라는 이유로 반대했다. 그러나 하트리의 견해가 그 날 승리했고 맨체스터의 컴퓨팅 개발 이 시작되었다.
하트리는 제어 시스템 에서 더 많은 작업을 수행했으며 디지털 컴퓨터의 초기 적용에 참여하여 미군에 탄도표 계산을 위한 ENIAC 사용에 대해 조언했다. 1946년 여름 하트리는 ENIAC를 프로그래밍한 최초의 민간인이 되었을 때 광범위한 과학에 대한 적용 가능성을 평가하기 위해 두 번째로 ENIAC 을 방문했다. 이를 위해 그는 음속보다 빠르게 움직이는 날개 표면 위의 공기와 같이 표면 위의 압축성 유체의 흐름과 관련된 문제를 선택했다.